# Druts
Druts (hviderussisk: Друць, tr. Druts) er en biflod til Dnepr fra højre i Vitebsk, Mahiljow og Homel voblast i Hviderusland. Druts er 295 km lang og har et afvandingsareal på 5.020 km². Middelvandføringen er 30 m³/s.